# Hydrellia annulata
Hydrellia annulata är en tvåvingeart som beskrevs av Friedrich Hermann Loew 1845. Hydrellia annulata ingår i släktet Hydrellia och familjen vattenflugor. Inga underarter finns listade i Catalogue of Life.